# Zrinska
Zrinska falu Horvátországban Belovár-Bilogora megyében. Közigazgatásilag Nagygordonyához tartozik.

## Fekvése
Belovár központjától légvonalban 27, közúton 35 km-re délkeletre, községközpontjától légvonalban 8, közúton 10 km-re északkeletre a Bilo-hegység délnyugati lejtőin fekszik.

## Története
Zrinska területe már ősidők óta lakott. Ezt igazolják a határában több felé előkerült ókori és a falutól nyugatra talált középkori leletek. Területe a 17. század közepétől népesült be, amikor a török által elpusztított, kihalt területre folyamatosan telepítették be a keresztény lakosságot. 1774-ben az első katonai felmérés térképén „Dorf Zrinska” néven találjuk. A település katonai közigazgatás idején a szentgyörgyvári ezredhez tartozott. 
Lipszky János 1808-ban Budán kiadott repertóriumában „Zrinszka” néven szerepel. Nagy Lajos 1829-ben kiadott művében „Zrinszka” néven 36 házzal, 16 katolikus és 187 ortodox vallású lakossal találjuk.
A katonai közigazgatás megszüntetése után Magyar Királyságon belül Horvát–Szlavónország részeként, Belovár-Kőrös vármegye Belovári járásának része volt. 1857-ben 476, 1910-ben 1.101 lakosa volt. 1910-ben a népszámlálás adatai szerint lakosságának 48%-a szerb, 25%-a magyar, 27%-a horvát anyanyelvű volt. 1918-ban az új szerb-horvát-szlovén állam, majd később Jugoszlávia része lett.
1941 és 1945 között a németbarát Független Horvát Államhoz, majd a háború után a szocialista Jugoszláviához tartozott. 1991-től a független Horvátország része. 1991-ben lakosságának 42%-a szerb, 37%-a horvát nemzetiségű volt. A délszláv háború kirobbanása után szerb szabadcsapatok ellenőrizték. 1991. november 1-jén az Otkos 10 hadművelet második napján foglalta vissza a horvát hadsereg. A szerb lakosság elmenekült.  2011-ben 130 lakosa volt, akik főként mezőgazdasággal foglalkoztak.

## Lakossága
| Lakosság változása | Lakosság változása | Lakosság változása | Lakosság változása | Lakosság változása | Lakosság változása | Lakosság változása | Lakosság változása | Lakosság változása | Lakosság változása | Lakosság változása | Lakosság változása | Lakosság változása | Lakosság változása | Lakosság változása | Lakosság változása |
| ------------------ | ------------------ | ------------------ | ------------------ | ------------------ | ------------------ | ------------------ | ------------------ | ------------------ | ------------------ | ------------------ | ------------------ | ------------------ | ------------------ | ------------------ | ------------------ |
| 1857               | 1869               | 1880               | 1890               | 1900               | 1910               | 1921               | 1931               | 1948               | 1953               | 1961               | 1971               | 1981               | 1991               | 2001               | 2011               |
| 476                | 563                | 524                | 903                | 1.135              | 1.101              | 1.211              | 1.254              | 861                | 1.025              | 887                | 643                | 422                | 313                | 153                | 130                |

## Nevezetességei
- Ámosz próféta tiszteletére szentelt pravoszláv kápolnája a település feletti szőlőhegyen áll. A kápolnát Ana Dobrović, Anastas Dobrović nagygordonyai kereskedő felesége építette 1880-ban és Szent Annának, Jézus nagyanyjának az ikonját helyezte el benne. A kápolnát is Szent Anna tiszteletére szentelték fel eredetileg. Amikor Ana Dobronić meghalt fia Anastas fogadalomból saját patrónusának Szent Ámosznak a tiszteletére szenteltette fel. A kápolna évtizedekig nagyon rossz állapotban állt, míg végül 1990-ben teljesen felújították és újraszentelték.
- A Szentháromság tiszteletére szentelt római katolikus kápolna a település közepén áll. A 8 méter hosszú és 4 méter széles épületet 1910-ben építették, 1960-ban megújították. Tornya, mely a homlokzat felett áll teljesen fából készült.